# Criminocorpus
Criminocorpus è un portale internet (ISSN 1776-0720) sulla storia della criminologia e del diritto penale, lanciato nel 2005 e gestito da Marc Renneville. È stato realizzato come parte di un progetto più ampio sulla "Storia della conoscenza" promosso dal CNRS in collaborazione con il centro Alexandre Koyré, il polo Storia della Scienza e della Tecnologia on line, il Centro di Ricerca in Storia della Scienza e della Tecnologia, la Scuola Nazionale di Amministrazione Penitenziaria, il Servizio Interuniversitario di Medicina, la Biblioteca di Medicina e il Centro di storia contemporanea presso l'Archivio delle Scienze.
Il Crimincorpus ospita molte risorse sulla storia del crimine e della giustizia, comprese bibliografie, cronologie, un archivio online, articoli storici (Philippe Artières, Christian Carlier, Jean-Claude Farcy, Louis-José Barbançon, Jean-Claude Vimont) e varie mostre virtuali.

## Comitato scientifico
- Jean-Marc Berlière
- Christian Carlier
- Frédéric Chauvaud
- Benoît Garnot
- Claude Gauvard
- Dominique Kalifa
- René Lévy
- Michelle Perrot
- Jacques-Guy Petit
- Michel Porret
- Xavier Rousseaux

## Comitato di redazione
- Pascal Bastien (UQAM, Montréal)
- Helène Bellanger (Sciences Po, Paris)
- Ricardo Campos Marin (CISC Madrid)
- Neil Davie (Université de Lyon)
-  Nicolas Derasse (Université de Lille)
-  Jean-Claude Farcy (CNRS, Dijon)
- Martine Kaluszynski (CNRS, Grenoble)
- Pierre Prétou (Université de La Rochelle)
-  Douglas Starr (Université de Boston)
- Jean-Claude Vimont  (Université de Rouen)
- Élise Yvorel (Association pour l'Histoire de l'Enfance irrégulière).
- Direction de la publication: Marc Renneville (Centre A. Koyré)
- Chargée d'édition (articles et ressources en ligne): Sophie Victorien (programme Sciencepeine)
- Chargé d'édition (expositions virtuelles): Jean-Lucien Sanchez (progame Sciencepeine)